# 환론
수학의 한 분야인 환론(環論, 영어: ring theory)은 환(정수의 집합처럼 좋은 성질을 가진 덧셈과 곱셈 연산이 주어진 집합)을 주 대상으로 한다. 환론의 주요 주제로는 환의 표현(혹은 가군)이나 군환, 나눗셈환, 보편포락대수 등의 특수한 환 및 인접 분야인 호몰로지 대수학 등이 있다.
가환환은 비가환환보다 훨씬 많은 성질이 알려져 있으며, 대수기하학 및 대수적 수론과 깊은 관련이 있는 가환대수학의 하위 분야이다. 최근(1980년대 이후)에는 비가환 기하학과 양자군 등의 이론이 나타나면서 비가환환에 대해서도 상당한 연구가 이루어지고 있다.

## 역사
환의 연구는 다항식환 및 대수적 정수의 이론으로부터 출발했다. 환의 개념은 리하르트 데데킨트가 도입했으며, 처음으로 환(Zahlring)이라는 용어가 사용된 것은 다비트 힐베르트의 글에서였다.
아브라함 프렝켈은 1914년 논문에서 처음으로 환을 엄밀히 정의했으며, 에미 뇌터는 1921년의 논문 〈Ideal Theory in Rings〉에서 가환환 이론에 대한 공리적 기초를 나타내었다.

## 같이 보기
- 수론